# Juan Gauto
Juan Carlos Gauto (Perito Moreno, Argentina, 2 de junio de 2004) es un futbolista argentino que juega como delantero en el R.C.Deportivo de La Coruña  de la Segunda división Española (Liga Hypermotion)

## Trayectoria
Debutó como profesional en el C. A. Huracán el 15 de abril de 2022 ante el C. A. Tigre.
El 17 de febrero de 2023 haría el primer gol de su carrera ante Barracas Central, en el triunfo 2 a 0  por la cuarta fecha de la Primera División Argentina.

## Selección nacional

### Participaciones en Copas del Mundo
| Mundial                  | Sede      | Resultado        | Partidos | Goles |
| ------------------------ | --------- | ---------------- | -------- | ----- |
| Copa Mundial Sub-20 2023 | Argentina | Octavos de final | 3        | 0     |

## Estadísticas

### Clubes
Actualizado al último partido disputado el 21 de septiembre de 2024.
| Club                            | Div.          | Temporada     | Liga  | Liga  | Liga   | Copas nacionales | Copas nacionales | Copas nacionales | Copas internacionales | Copas internacionales | Copas internacionales | Total | Total | Total  |
| Club                            | Div.          | Temporada     | Part. | Goles | Asist. | Part.            | Goles            | Asist.           | Part.                 | Goles                 | Asist.                | Part. | Goles | Asist. |
| ------------------------------- | ------------- | ------------- | ----- | ----- | ------ | ---------------- | ---------------- | ---------------- | --------------------- | --------------------- | --------------------- | ----- | ----- | ------ |
| C. A. Huracán Argentina         | 1.ª           | 2022          | 11    | 0     | 0      | 5                | 0                | 0                | —                     | —                     | —                     | 16    | 0     | 0      |
| C. A. Huracán Argentina         | 1.ª           | 2023          | 23    | 1     | 4      | 2                | 1                | 0                | 9                     | 0                     | 1                     | 34    | 2     | 5      |
| C. A. Huracán Argentina         | Total club    | Total club    | 34    | 1     | 4      | 7                | 1                | 0                | 9                     | 0                     | 1                     | 50    | 2     | 5      |
| F.C. Basilea · Suiza            | 1.ª           | 2023-24       | 22    | 0     | 1      | 1                | 2                | 1                | —                     | —                     | —                     | 23    | 2     | 2      |
| F.C. Basilea · Suiza            | 1.ª           | 2024-25       | 1     | 0     | 0      | 0                | 0                | 0                | 0                     | 0                     | 0                     | 1     | 0     | 0      |
| F.C. Basilea · Suiza            | Total club    | Total club    | 23    | 0     | 1      | 1                | 2                | 1                | 0                     | 0                     | 0                     | 24    | 2     | 2      |
| Deportivo de La Coruña · España | 2.ª           | 2024-25       | 1     | 0     | 0      | 0                | 0                | 0                | —                     | —                     | —                     | 1     | 0     | 0      |
| Deportivo de La Coruña · España | 2.ª           | Total club    | 1     | 0     | 0      | 0                | 0                | 0                | 0                     | 0                     | 0                     | 1     | 0     | 0      |
| Deportivo de La Coruña · España | Total carrera | Total carrera | 58    | 1     | 5      | 8                | 3                | 1                | 9                     | 0                     | 1                     | 75    | 4     | 7      |